# Rhaconotus decaryi
Rhaconotus decaryi är en stekelart som beskrevs av Granger 1949. Rhaconotus decaryi ingår i släktet Rhaconotus och familjen bracksteklar. Inga underarter finns listade i Catalogue of Life.